# Paphiopedilum ciliolare
Paphiopedilum ciliolare é uma espécie de orquídea (Orchidaceae) do Sudeste Asiático.